# Ralph Bishop
Ralph English Bishop, född 1 oktober 1915 i Brooklyn, död 1 oktober 1974 i Santa Clara i Kalifornien, var en amerikansk basketspelare.
Bishop blev olympisk mästare i basket vid sommarspelen 1936 i Berlin.